# European AIDS Clinical Society
L'European AIDS Clinical Society (EACS) est une organisation à but non lucratif. Fondée en 1991, l'EACS a pour mission déclarée de promouvoir des soins de qualité, la recherche et l'éducation sur le VIH et les infections associées en vue de réduire son poids sur l'Europe.
Le président actuel de l'EACS est Sanjay Bhagani, élu en 2020,.

## Conférence européenne sur le sida
L'EACS organise la Conférence européenne sur le SIDA qui se tient tous les deux ans et rassemble des scientifiques de toute l'Europe pour échanger les dernières informations concernant le VIH/SIDA.